# Сан Антонио (Чили)
Вижте пояснителната страница за други значения на Сан Антонио.
Сан Антонио (на испански: San Antonio) е пристанищен град в Чили. Намира се в регион Валпараисо. Сан Антонио е с население от 87 205 жители (2002 г.) и обща площ от 405 км². Гъстотата на населението му е 215,30 жители/км². Кмет за периода 2004-2008 г. е Омар Вера Кастро.